# 名古屋音乐短期大学
名古屋音乐短期大学（日语：／ Nagoya Ongaku Tanki Daigaku *）是过去一所位于日本爱知县名古屋市中村区的私立短期大学。

## 概要

### 简介
- 短期大学为于1965年开办[1]、由学校法人同朋学园经营、来教育的基础是佛教。招生到于1975年、停办于1978年[2]。

### 历史
- 1965年 名古屋音乐短期大学成立并同时设置音乐科分离为两个专攻、以下列举。
  - 器乐专攻
  - 声乐专攻
- 1975年 招生最后、次年停止招生（正式停办于1978年8月21日[2]）。

## 学校环境
- 校区：在了爱知县名古屋市中村区[注 1]

## 历任校长
- 山上正尊：第一代短期大学校长[3]。
- 宇治各裕显：最后现在短期大学校长[4]。

## 组织

### 学科
| - 音乐科 - 器乐专攻 - 声乐专攻 |

### 专科
| - 无 |

### 业余课程
| - 无 |

## 相关链接
- 日本短期大学列表